# Jackson Willison
Pas d'image ? Cliquez ici

a Compétitions nationales et continentales officielles uniquement.

b Matchs officiels uniquement.
Dernière mise à jour le 7 juillet 2021.
Jackson Don Kingi Willison, né le 5 septembre 1988 à Hamilton dans le Waikato, est un joueur de rugby à XV néo-zélandais qui évolue au poste de centre.

## Biographie
Jackson Willison dispute sa première saison de Super 15 en 2009, avec l'équipe des Chiefs.  
Il y remporte l'édition 2012, avant de rejoindre les Blues. 
Jackson Willison a commencé sa carrière professionnelle en 2007 dans la province de Waikato. 
En mai 2020, il rejoint la France et le championnat de Pro D2 avec Soyaux Angoulême XV Charente. Il quitte le club à l'issue de la saison. 

## Palmarès

### En club
- Vainqueur du Super Rugby en 2012 avec les Chiefs.

### En équipe nationale
- Vainqueur du Championnat du monde junior en 2008 avec l'équipe de Nouvelle-Zélande des moins de 20 ans.